# Свекор
Све́кор — батько чоловіка, це родич, який з'являється в результаті укладення шлюбу. Слово свекор (прасл. *svekrъ) має індоєвропейське походження: його зіставляють з лит. šešuras, давн.в-нім. swëhur, лат. socer, грец. εκυρός, санскр. श्वशुर, свасура, гінді ससुर, сасур, виводячи з пра-і.є. *svekuro («свекрів»), пов'язаного з коренем *su̯e- («свій»).

## У традиційній культурі
У традиційному патріархальному суспільстві після одруження молода переселялася в дім чоловіка (за винятком рідкісних випадків, коли чоловіка брали в родину дружини приймаком) і підпадала під владу його батьків. Як і свекруху, у народі свекра наділяли переважно негативними характеристиками («Син б'є жінку, а свекор дубця дає», «Свекор — не рідний батько»).
Свекрів, які мають статеві зносини з невістками, у просторіччі називають «снохачами».

### Приказки
- Збирається, як свекор пелюшок прати (із записів М. Номиса)
- Свекор і свекруха — одного духа